# M1910/30 107mmカノン砲

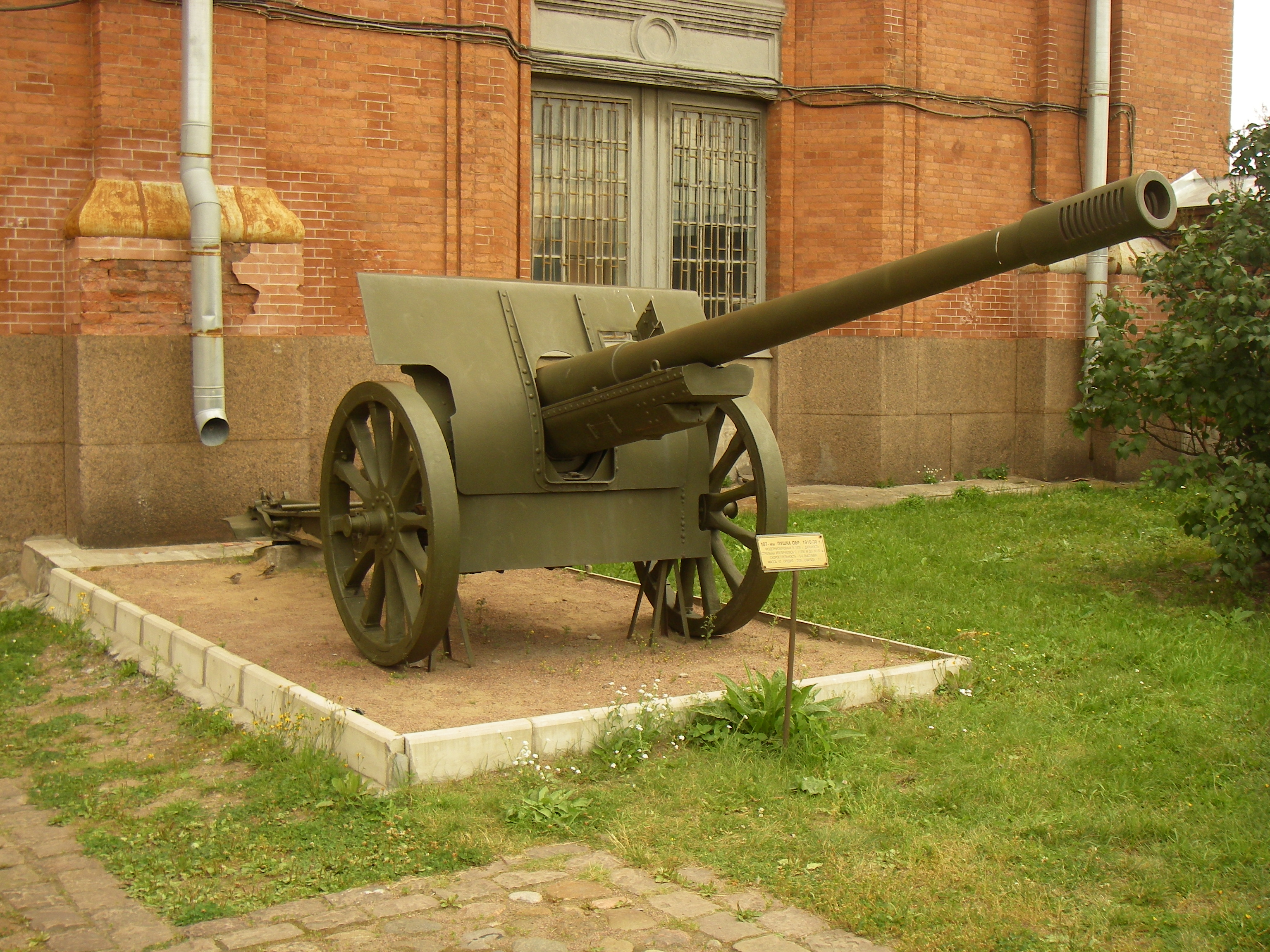
M1910/30 107mmカノン砲

M1910/30 107mmカノン砲（ロシア語：107-мм пушка образца 1910/30 годов）とは、第一次世界大戦前に設計されたM1910 107mmカノン砲をソビエト連邦が独自に近代化改修したカノン砲である。

## 開発
赤軍は1920年代に、第一次世界大戦時代からロシア帝国軍が使用していた各種火砲の近代化改修を積極的に行っていた。
その計画の一環として、フランスのシュナイダー社が設計したM1910 107mmカノン砲（1900年代後半にロシア帝国が採用した火砲は露仏同盟の関係ゆえか、フランスのシュナイダー社が設計したものが大半である）の近代化改修が提案された。改修案は1931年に承認され、改修された砲にはM1910/30 107mmカノン砲の名前が付けられた。

## 概要
M1910/30カノン砲はオリジナルのM1910カノン砲の砲身を1067mm延長し、薬室も延長することで射程を3,000m以上伸ばすことに成功した。これに伴い反動もきつくなったため、砲口にはマズルブレーキが装着され駐退復座機と砲架が強化された。
砲架については、脚が単脚式であるため仰角と左右射角が大きくとれなかったほか、車輪は木製車輪か金属製の車輪にゴムを張り付けたものであったことと車軸にサスペンションがないことから自動車による高速牽引がままならず、牽引速度は時速6kmにとどまった。
砲の牽引には馬8頭が必要であり、これとは別に42発入り弾薬箱を馬6頭で牽引せねばならず、機械化とはほど遠い火砲であったことは否めない。最も、基礎設計が第一次世界大戦前の火砲であった点を考えれば、これもある意味仕方のないことであったが、ソ連が近代化した火砲の一部にはゴムタイヤを装着したものもある。

## 運用
元来の構想では、M1910/30カノン砲はML-20 152mm榴弾砲やA-19 122mmカノン砲と共に軍団司令部直轄の砲兵連隊に配備される予定であったが、大祖国戦争においては軍や戦線（方面軍）直轄の砲兵部隊に配備されることも多かった。A-19に比べて榴弾威力や射程に劣ったが、重量が半分以下と軽量であるのが取り柄だった。
M1910/30カノン砲はノモンハン事件や冬戦争、大祖国戦争にも投入されている。一部はドイツ国防軍に鹵獲されたのち10,7 cm K 352(r).（ロシア製352型 107mmカノン砲）として採用され、M-60よりも数が多かったため積極的に運用された。 

## スペック
- 口径：106.7mm
- 全長：7.53m
- 全幅：2.06m
- 重量：2,535kg（戦闘時）/3,000kg（牽引時）
- 砲身長：4,054mm（38口径、薬室を含む）
- 仰俯角：-5°~+37°
- 左右旋回角：6°
- 運用要員：8名
- 発射速度：5~6発/分（最大）
- 射程：16,130m（標準榴弾）
- 生産期間：1931年~1935年以降
- 生産総数：828門以上